# 칼리 플린 칠드레스
칼리 플린 칠드레스(Kallie Flynn Childress, 1988년 4월 13일 ~ )는 미국의 배우, 텔레비전 배우, 영화배우이다.
시카고에서 태어났다.

## 영화
- 와일드 체리 (2009년)
- 슬립오버 (2004년) - 얀시 역